# Дубчак, Никита Кириллович
Никита Кириллович Дубчак (род. 12 августа 1993, Москва) — российский футболист, полузащитник.

## Карьера
Воспитанник столичного «Локомотива». На взрослом уровне начинал карьеру в «Локомотиве-2». Затем несколько лет выступал за различные коллективы ПФЛ. 25 июля 2020 года подписал контракт с клубом армянской премьер-лиги «Ноа». По данным портала Transfermarkt по своей рыночной стоимости Дубчак стал одним из самых дорогих игроков команды. Дебютировал 9 августа в победном матче за Суперкубок Армении против действующего чемпиона страны — клуба «Арарат-Армения» (2:1 д.в.). На поле появился на 116-й минуте вместо своего соотечественника Кирилла Бора. 20 июня 2021 года покинул клуб в связи с истечением срока действия контракта. С 2022 года также выступает в медиафутболе.

## Достижения
- Серебряный призёр чемпионата Армении: 2020/21
- Обладатель Суперкубка Армении: 2020